# Astrocasia tremula
Astrocasia tremula là một loài thực vật có hoa trong họ Diệp hạ châu. Loài này được (Griseb.) G.L.Webster mô tả khoa học đầu tiên năm 1958.